# Judy Garlandová
Frances Ethel Gummová (10. června 1922, Grand Rapids, Minnesota, USA – 22. června 1969, Londýn, Spojené království) byla americká herečka a jazzová zpěvačka. Měla silný altový hlas a byla oslavována pro svou emocionální hloubku a všestrannost napříč filmem, divadlem a koncertním vystupováním. Mezinárodního uznání dosáhla díky ztvárnění Dorothy Gale ve filmu Čaroděj ze země Oz (1939). Její nahrávka „Over the Rainbow“ se stala trvalou součástí americké populární hudby. Během kariéry trvající více než čtyřicet pět let nahrála jedenáct studiových alb a několik jejích nahrávek bylo později uvedeno do Síně slávy Grammy.

## Život

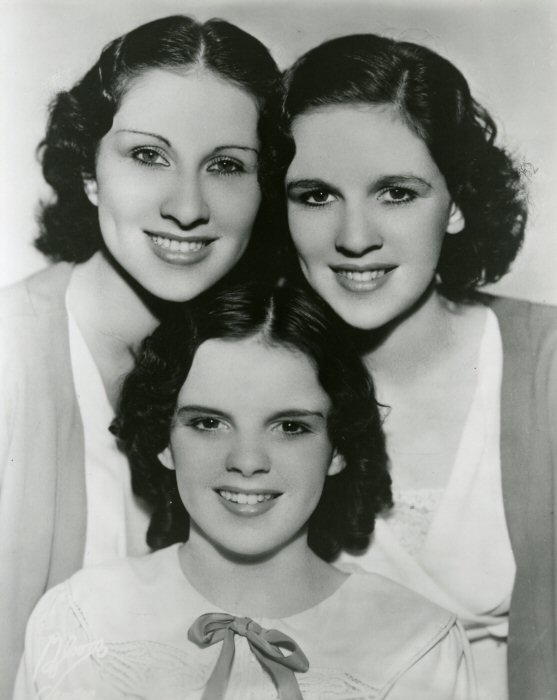
„Garland Sisters“ (Nahoře: Mary Jane Suzanne a Dorothy Virginia a dole: Frances Ethel (Judy Garland), cca 1935)

### Mládí
Narodila se 10. června 1922 v Grand Rapids jako nejmladší ze tří dcer Ethel Marionové (rozená Milneová) a Francise Aventa Gumma. Oba její rodiče byli vaudevillanti a v Grand Rapids provozovali divadlo. Již ve dvou letech zde vystupovala spolu se svými sestrami Mary Jane „Suzy“ Suzanne Gummovou a Dorothy „Jimmie“ Virginiou Gummovou. „Gumm Sisters“ zde vystupovaly až do roku 1926, kdy se rodina přestěhovala do Lancasteru v Kalifornii. I zde její otec koupil a začal provozovat divadlo, její matka se však snažila dostat své dcery spíše do filmu.
V roce 1928 se sestry zapsaly do taneční školy a v roce 1929 si zahrály i v prvním filmu (The Big Revue). Koncem roku 1934 si sesterské trio změnilo název na „Garland Sisters“ a Frances Ethel si při té příležitosti změnila i rodné jméno (na „Judy“). Skupina „Garland Sisters“ se rozpadla v roce 1935, kdy Jane Mary Suzanne odletěla do Rena v Nevadě, kde se provdala za hudebníka Leea Kahna.

### Začátek kariéry

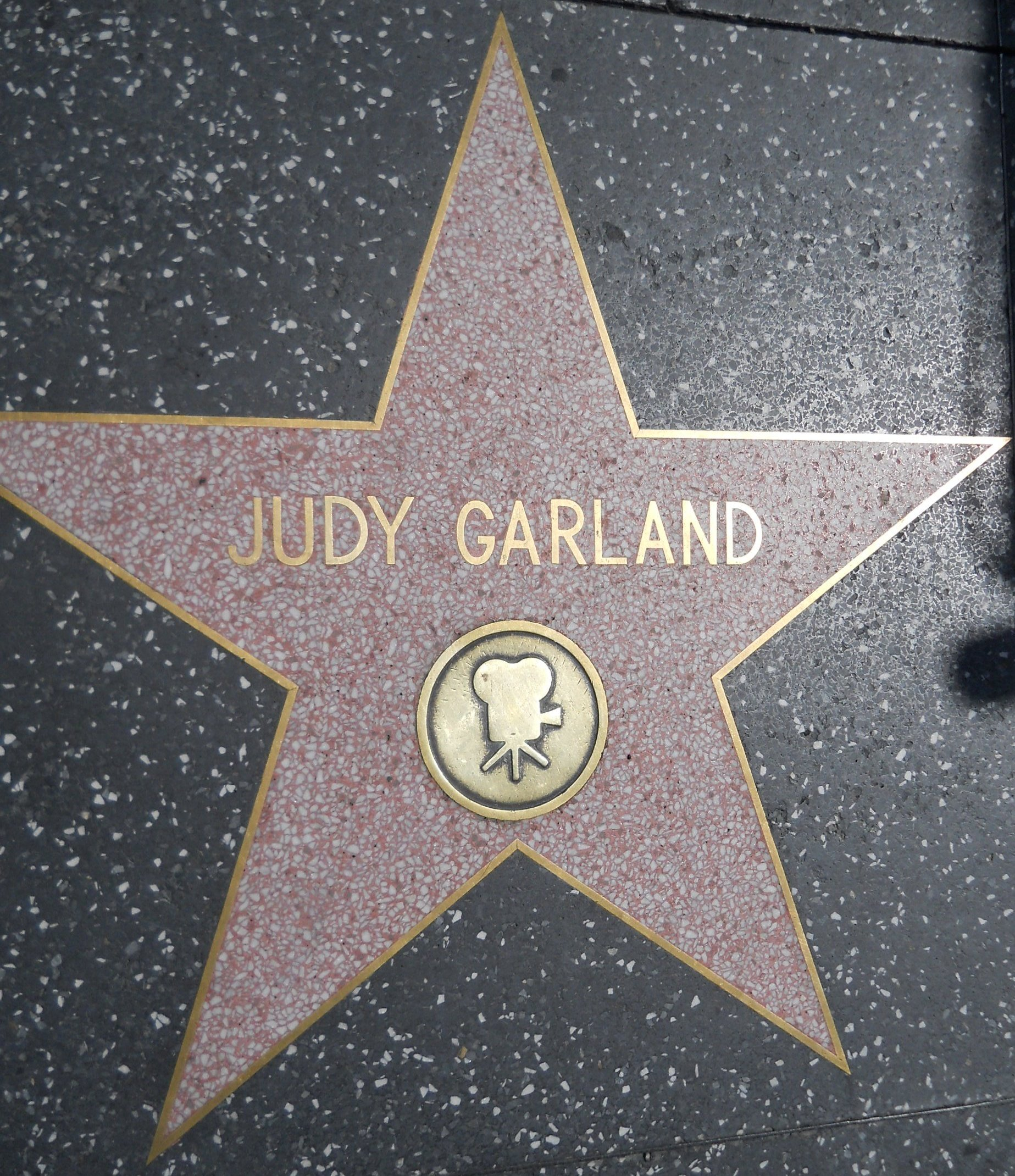
Hvězda Judy Garlandové na Hollywoodském chodníku slávy.

V roce 1934 na Judy při výstupu v divadle narazil hledač talentů Roger Edens a pozval ji na zkoušky do studia Metro-Goldwyn-Mayer (MGM). Za dva týdny s ní studio podepsalo smlouvu, ale Judy musela výrazně změnit svůj vzhled a zhubnout. Bylo jí 13 let a na dospělé role se nehodila. Navíc byla poměrně malá a měla stále dívčí vzhled. Do prvního filmu byla obsazena až v roce 1936, kdy po boku Deanny Durbin hrála ve filmu Every Sunday (1936). Ve filmu ukázala, že umí dobře zpívat, a MGM ji proto spojilo s Mickey Rooneym, se kterým se poté objevila v několika muzikálech (Love Finds Andy Hardy (1938), Babes in Arms (1939) a dalších 5).
Z důvodu neustálých natáčení jí předepisovali amfetamin (na výdrž) a zároveň i barbituráty (na spaní), kvůli čemuž si na nich vytvořila závislost a bojovala s ní až do konce života. Stále byla nucena držet diety a to vše dohromady ovlivňovalo i její psychické zdraví.
V roce 1938 byla obsazena do filmu Čaroděj ze země Oz, který byl velmi úspěšný i u kritiků a v roce 1939 Judy vynesl i Oscara pro dětské herce.
Dne 27. července 1941 se provdala za Davida Rose, který se kvůli ní rozvedl s herečkou Marthou Raye. Téhož roku se Judy rozhodla pro potrat, protože studio těhotenství neschválilo a i její matka si to přála. V roce 1943 šla na potrat znovu, když otěhotněla po románku s Tyronem Powerem.
V roce 1948 při natáčení dobrodružné komedie Pirát se nervově zhroutila a musela být umístěna do sanatoria. Film se jí však podařilo dokončit, ale poté se pokusila o sebevraždu (pořezáním zápěstí). Další dva týdny strávila v psychiatrické léčebně Austen Riggs Center ve Stockbridge. Téhož roku ještě hrála v muzikálu Velikonoční přehlídka (1948), což byl její nejvýdělečnější film v MGM. Během 40. let natočila pro studio MGM celkem 19 filmů, ale poté, co v roce 1950 opět otěhotněla, s ní studio přerušilo smlouvu. Po dalším pokusu o sebevraždu od studia odešla.

### Pozdější kariéra a smrt
V roce 1951 se vrátila na jeviště a odjela na čtyřměsíční turné po Velké Británii. Sklidila obrovský úspěch a to samé se opakovalo i v Palace Theatre na Manhattanu.
V roce 1954 se vrátila opět k filmu, získala Zlatý glóbus za film Zrodila se hvězda a několikrát byla nominována na Oscara. V listopadu 1959 však musela být hospitalizována kvůli hepatitidě. Po několika týdnech v nemocnici jí bylo řečeno, že jí zbývá zhruba pět let života a že už nebude nikdy zpívat. V lednu 1960 byla z nemocnice propuštěna a hned poté, co se zotavila, se v srpnu téhož roku vrátila do divadla.
V roce 1964 odjela na turné až do Austrálie, které však nedopadlo moc dobře. Navíc se utápěla v dluzích a se svým čtvrtým manželem Markem Herronem se stejně rychle rozvedli jako vzali.
Odstěhovala se do Londýna, kde vystupovala v nočním klubu a provdala se za jeho manažera Mickeyho Deanse. Její poslední výstup se uskutečnil v březnu 1969 v Kodani.
Dne 22. června 1969 byla Judy nalezena mrtvá v pronajatém domě v Londýně, předávkovaná barbituráty. Podle koronera Gavina Thurstona se však nejednalo o sebevraždu, nýbrž o pouhou neopatrnost v podávání prášků. K její smrti zřejmě přispěl i fakt, že trpěla mentální bulimií i alkoholismem.

## Filmografie (výběrová)
- 1937 Vítězný běh (režie Alfred E. Green)
- 1938 Love Finds Andy Hardy (režie George B. Seitz)
- 1938 Listen, Darling (režie Edwin L. Marin)
- 1939 Čaroděj ze země Oz (režie Victor Fleming, George Cukor, Mervyn LeRoy, Norman Taurog a King Vidor)
- 1939 Babes in Arms (režie Busby Berkeley)
- 1940 Strike Up the Band (režie Busby Berkeley)
- 1940 Little Nellie Kelly (režie Norman Taurog)
- 1941 Ziegfeld Girl (režie Robert Z. Leonard, Busby Berkeley)
- 1941 Babes on Broadway (režie Busby Berkeley)
- 1942 For Me and My Gal (režie Busby Berkeley)
- 1943 Presenting Lily Mars (režie Norman Taurog)
- 1943 Girl Crazy (režie Norman Taurog, Busby Berkeley)
- 1944 Setkáme se v St. Louis (režie Vincente Minnelli)
- 1945 Hodiny (režie Vincente Minnelli, Fred Zinnemann)
- 1946 The Harvey Girls (režie George Sidney)
- 1948 Velikonoční přehlídka (režie Charles Walters)
- 1948  Pirát (režie Vincente Minnelli)
- 1949 In the Good Old Summertime (režie Robert Z. Leonard, Buster Keaton)
- 1950 Summer Stock (režie Charles Walters)
- 1954 Zrodila se hvězda (režie George Cukor)
- 1961 Norimberský proces (režie Stanley Kramer)
- 1963 Mohla bych zpívat (režie Ronald Neame)
- 1963 A Child Is Waiting (režie John Cassavetes)